# Werner Korthaase
Werner Korthaase (* 4. Mai 1937 in Burg (bei Magdeburg); † 6. Mai 2008 in Berlin) war ein deutscher Politiker (SPD).

## Leben
Werner Korthaase besuchte eine Oberschule und machte 1955 das Abitur. Er studierte an der Deutschen Hochschule für Politik und der Freien Universität Berlin Politik- und Rechtswissenschaft sowie Volkswirtschaftslehre. 1958 trat er der SPD bei und heiratete die spätere Staatssekretärin Helga Korthaase.
Werner Korthaase wurde 1969 als Nachfolger von Nils Ferberg Direktor der Otto-Suhr-Volkshochschule im Bezirk Neukölln, die er fast dreißig Jahre leitete. Bei der Berliner Wahl 1971 wurde er für den Bezirk Wilmersdorf in das Abgeordnetenhaus von Berlin gewählt, nach dem Ablauf der Legislaturperiode schied er im März 1975 aus. 1992 gründete er die Deutsche Comenius-Gesellschaft und war lange Jahre Vorsitzender dieser Gesellschaft. Er promovierte 1998 an der Karls-Universität in Prag zum Dr. phil. und wurde 2006 Mitglied der Leibniz-Sozietät der Wissenschaften zu Berlin.